# La Peur de l'eau
Pour plus de détails, voir Fiche technique et Distribution.
La Peur de l'eau est un film québécois réalisé par Gabriel Pelletier, tourné en 2010 et sorti en 2011. Le film s'inspire du roman de Jean Lemieux On finit toujours par payer paru en 2003 aux éditions de La Courte Échelle. Une série télévisée sortie en 2023, Détective Surprenant : La fille aux yeux de pierre s'inspire aussi du même roman

## Synopsis

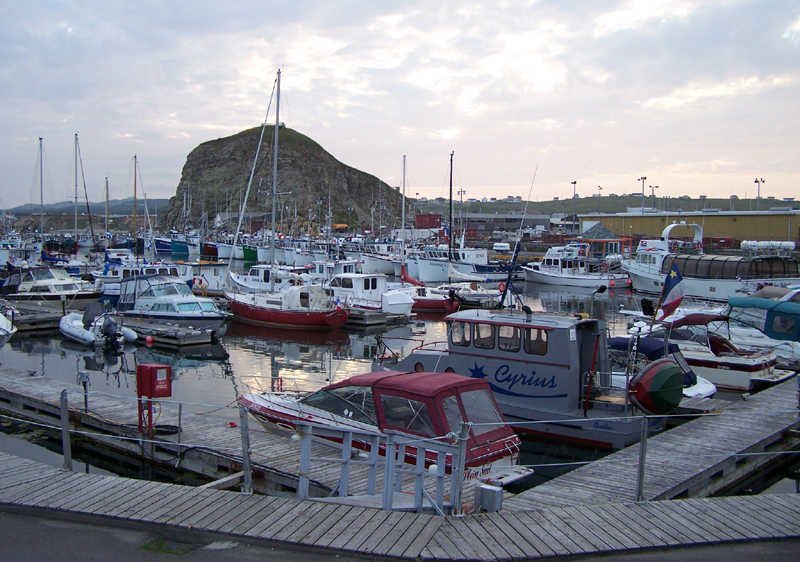
Marina de Cap-aux-Meules.

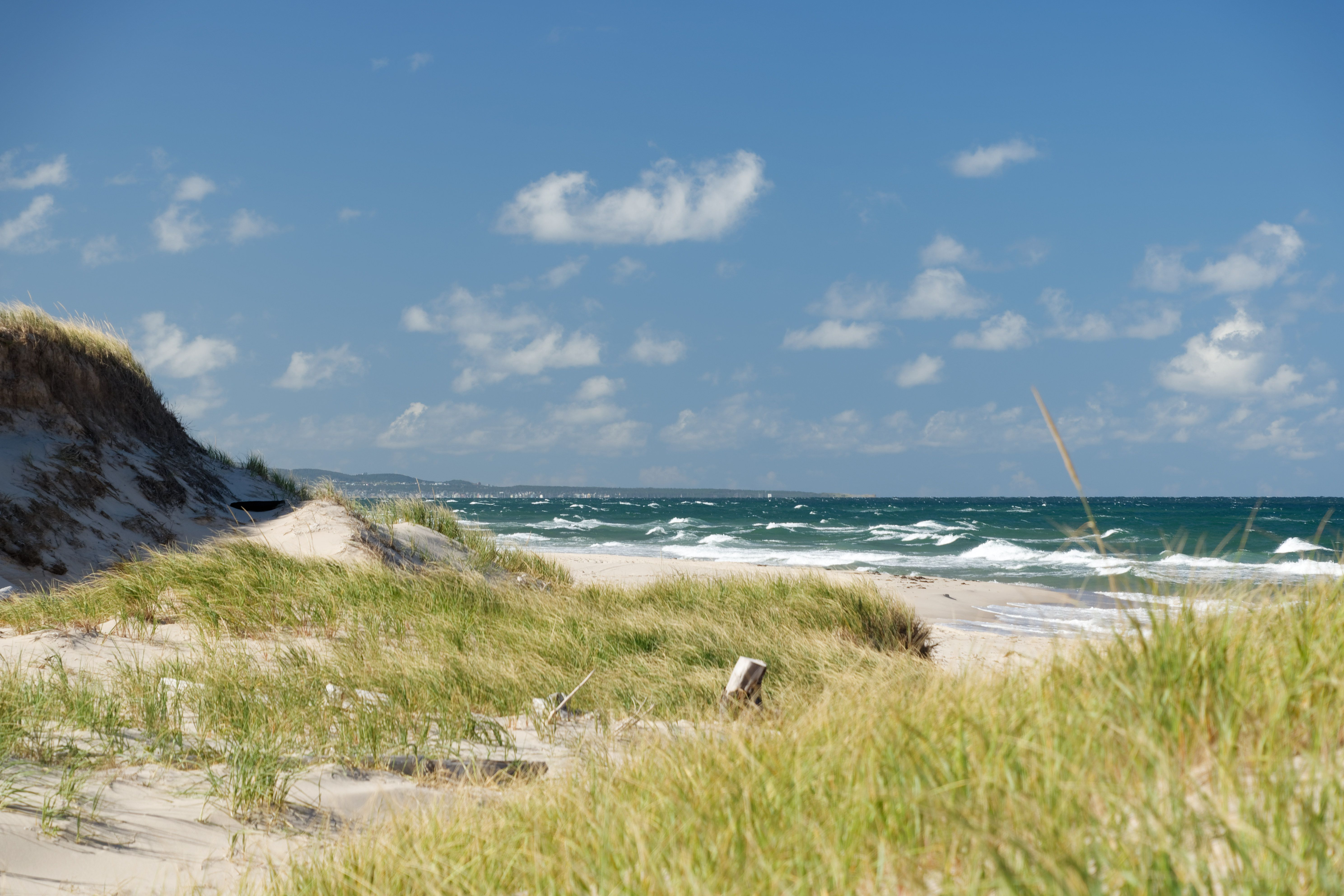
Dune du Nord.

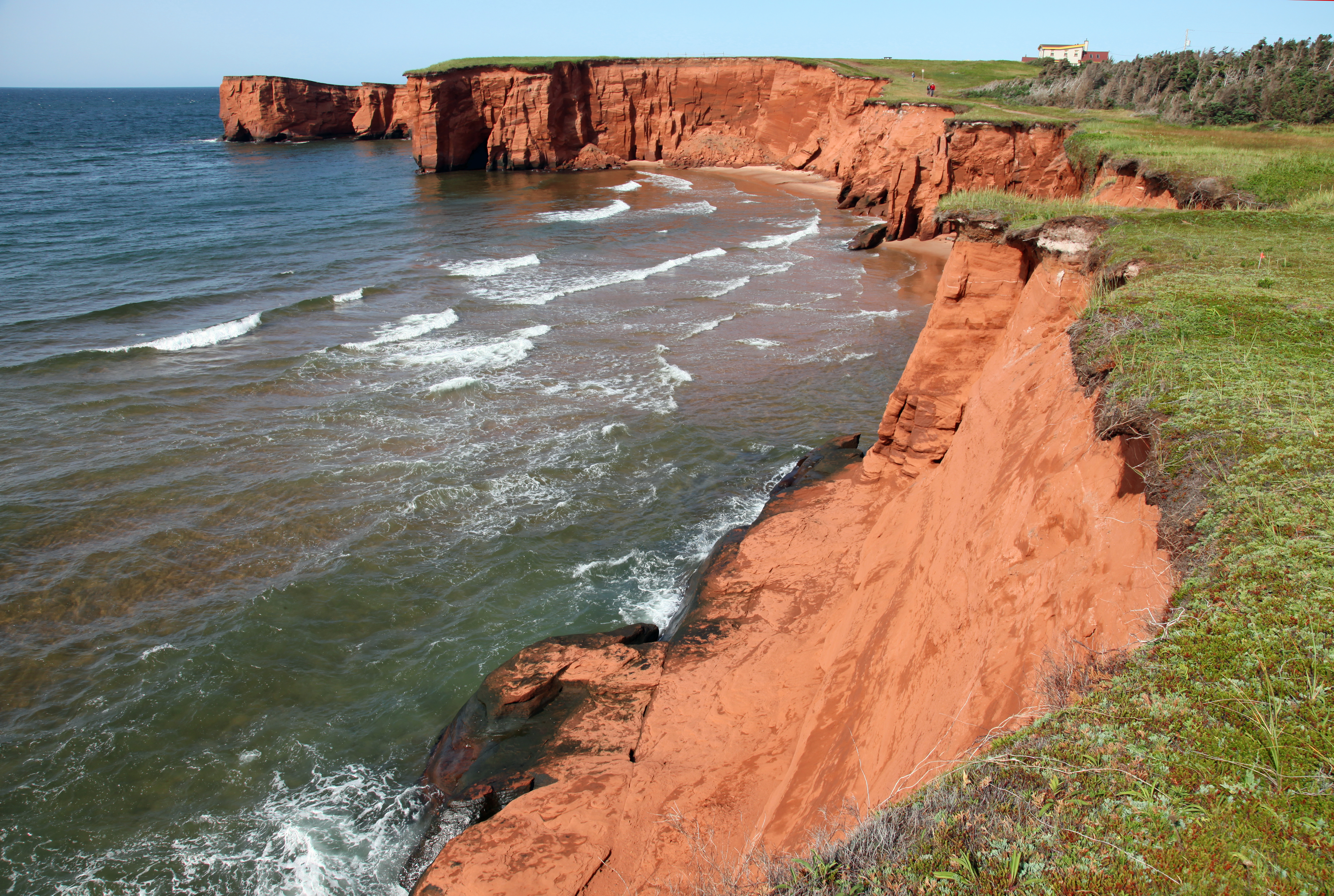
Belle-Anse, dans la partie nord de l'île du Cap aux Meules.

André Surprenant (Pierre-François Legendre) est sergent de police sur une île au Québec. Son épouse l'a quitté pour vivre sur le continent. Leur fille vit chez lui. Il est suivi par son amie psychologue depuis des années, pour parvenir à vaincre son aquaphobie. Son adjointe, Geneviève Savoie (Brigitte Pogonat) est très attentive à ses conseils et semble l'admirer.
Rosalie Richard (Stéphanie Lapointe), 18 ans, fille du maire, est trouvée violée et assassinée sur une falaise surplombant l'océan. L'inspecteur Denis Gingras (Normand D'Amour) est envoyé de Montréal pour démasquer le meurtrier.

## Fiche technique
- Titre original : La Peur de l'eau
- Titre anglais : Fear of Water
- Réalisation : Gabriel Pelletier
- Scénario : Gabriel Pelletier, Marcel Beaulieu
- Musique : Laurent Eyquem
- Conception artistique : Jean Babin (en)
- Costumes : Carmen Alie
- Maquillage : Djina Caron (en)
- Coiffure : André Duval (en)
- Photographie : Nicolas Bolduc
- Son : Mario Auclair, Pierre-Jules Audet, Luc Boudrias
- Montage : Glenn Berman
- Production : Nicole Robert
- Société de production : Go Films
- Société de distribution : Remstar
- Budget : 5,6 millions de dollars[2]
- Pays d'origine :  Canada
- Langue originale : français
- Format : couleur — format d'image : 2,35:1
- Genre : thriller, film policier
- Durée : 122 minutes
- Dates de sortie :
  - Canada : 19 novembre 2011 (première mondiale aux Îles de la Madeleine)
  - Canada : 25 novembre 2011 (sortie en salle aux Îles de la Madeleine)[3]
  - Canada : 27 janvier 2012 (sortie en salle dans le reste du Québec)
  - Belgique : avril 2012 (Festival international du film policier de Liège)
  - Canada : 15 mai 2012 (DVD)
  - Chine : juin 2012 (15e édition du Festival international du film de Shanghai)[4]
  - États-Unis : 13 octobre 2012 (Festival de films d'horreur Screamfest (en) à Los Angeles)[5]

## Distribution
- Pierre-François Legendre : sergent André Surprenant
- Brigitte Pogonat : Geneviève Savoie, policière
- Normand D'Amour : sergent-détective Denis Gingras, escouade des homicides
- Pascale Bussières : Élise Morency, psychologue
- Stéphanie Lapointe : Rosalie Richard, fille assassinée du maire
- Paul Doucet : Bernard Duval, médecin
- Germain Houde : Roméo Richard, maire de Havre-aux-Maisons
- Maxime Dumontier : Julien Cormier
- Sandrine Bisson : Majella Bourgeois
- Isabelle Cyr : Évangéline Arsenault, conjointe de Roméo
- Alexandre Goyette : McCann, policier
- Michel Laperrière : lieutenant Asselin
- Hugo Giroux : Albéni Thériault
- Pierre-Luc Brillant : Jacques Flaherty, prof de français
- Carla Turcotte : Maude Surprenant, fille d'André
- Benoît Rousseau : Platon
- Sylvain Vigneau : Damien Lapierre, neveu de Alcide et Martha
- Geneviève Déry : Mélanie Harvie, amie de Rosalie
- Maxime Bessette : Stéphane à Ti-Phonse (Stéphane Patton), ami de Rosalie
- Hélène Gaudet : Émérentienne Vigneau, témoin
- Sandra Le Couteur : Martha Petitpas, femme d'Alcide
- Guy-Daniel Tremblay : Alcide Petitpas, concierge au cégep
- Dany Lapierre : « Tête plate »
- Normand Lapierre : Cornélius Langford, ancien mécanicien du Cap Noir
- Félix Painchaud : Hugues

## Production

### Genèse
Le film est adapté du roman On finit toujours par payer de Jean Lemieux, publié en 2003 à La Courte Échelle, le premier roman de la série des enquêtes d’André Surprenant.

### Lieux de tournage
Sauf indication contraire, les informations mentionnées dans cette section peuvent être confirmées par la base de données cinématographiques IMDb,  présente dans la section « Liens externes ».
Le film a été tourné sur les îles de la Madeleine au Québec.

## Distinctions

### Récompenses
- Festival international du film policier de Liège de 2012[6] :
  - Insigne de cristal du meilleur film - Grand Prix du Festival
  - Insigne de cristal du meilleur acteur pour Pierre-François Legendre
- Screamfest de 2012 : Meilleur acteur pour Pierre-François Legendre.

### Nominations
- Gala Québec Cinéma de 2012 :
  - Meilleure actrice de soutien pour Sandrine Bisson.
  - Meilleur son pour Mario Auclair, Luc Boudrias et Pierre-Jules Audet.